# Aratta

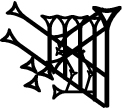
"Aratta" en textes sumériens.

Pour les articles homonymes, voir Arata.
L'Aratta est un pays imaginaire issu des mythes sumériens, mettant en scène les rois d'Ourouk : Enmerkar et Lugalbanda.
L'Aratta est présentée comme une riche cité du plateau iranien, aux ressources abondantes, avec laquelle les rois d'Uruk (ou Ourouk) sont en conflit car ils convoitent ses richesses, avant tout en matières premières. Les textes sumériens présentent le triomphe d'Uruk sur Aratta.

## Mythes
Quatre textes, tous incomplets, relatent ces conflits :
- le plus long, Enmerkar et le seigneur d'Aratta, raconte comment le roi d'Uruk essaie de convaincre son homologue d'Aratta de se soumettre à lui et de lui envoyer un lourd tribut pour qu'il puisse construire un temple à la déesse Inanna, qui exprime alors sa préférence pour Uruk au détriment d'Aratta, où elle se trouvait auparavant ;
- le récit Enmerkar et Ensuhgirana (en) met en scène le roi d'Uruk et un roi d'Aratta dont on nous donne le nom : Ensuhgirana. Les deux rois s'affrontent par sorciers interposés : la sorcière d'Enmerkar finit par triompher du sorcier d'Ensuhgirana, qui se soumet ;
- les deux mythes Lugalbanda dans la grotte de la montagne (en) et sa suite Lugalbanda et l'oiseau Anzu (en) racontent la période où Lugalbanda, soldat des troupes d'Enmerkar, affronte Aratta : ce sont des aventures fantastiques où, dans la montagne où il a été abandonné, ce personnage obtient l'aide de l'oiseau Anzu, qui lui porte secours pour aider Uruk à triompher d'Aratta.

## Localisation
Ceux qui considèrent que ce mythe s'inspire d'une ville ayant réellement existé ont tenté de localiser cette dernière dans plusieurs sites archéologiques iraniens : Tall-i Malyan (Anshan), Shahr-i Sokhteh ou, depuis le début des années 2000, la région de Jiroft (Jeroph).
Le pays d'Aratta a aussi parfois été identifié à l'Urartu, partagé entre la Turquie orientale, l'Arménie et le nord-ouest de l'Iran. Il semble que dans les textes mésopotamiens à partir de la fin du IIe millénaire, le nom Aratta a fini par désigner une autre région que celle d'origine, située au nord-est de l'Assyrie.

### Hypothèses de localisation
On a pensé qu'Aratta pouvait être une qualification de la cité sumérienne Shuruppak au vu du nom local du dieu Enlil, mais cette hypothèse n'est plus retenue. Bien qu'Aratta ne soit connue que dans les mythes, certains assyriologues et archéologues ont proposé de possibles localisations en s'appuyant sur les indices figurant dans le mythe :
- les voyageurs doivent pour l'atteindre traverser Suse et la région montagneuse d'Anshan ;
- Atatta dispose de minéraux et pierres précieuses, en particulier le lapis-lazuli, qui, d'où qu'ils proviennent, sont taillés sur place ;
- la cité est accessible par voie fluviale, bien qu'elle soit éloignée d'Uruk ;
- elle est cependant suffisamment proche pour qu'une armée sumérienne y parvienne et la prenne en 2700 av. J.-C.

En 1963, Samuel Noah Kramer supposa que le « mont Hurum » d'un mythe de Lugalbanda (qu'il intitulait alors Lugalbanda au mont Hurum) se référait aux Hourrites, et situait Aratta au lac d'Ourmia. Cependant ce « mont Hurum », hur-ru-um kur-ra-ka dans ce récit qu'on intitule maintenant Lugalbanda dans la grotte des montagnes, ne désigne en fait qu'une cavité dans des montagnes, et c'est pourquoi Kramer a créé pour ce récit le titre Lugalbanda, le héros errant.
D'autres spéculations concernent l'ancienne route des pierres précieuses, la route du Grand Khorassan qui courait de l'Himalaya jusqu'à la Mésopotamie à travers l'Iran du Nord. On pensait qu'Anshan, que l'on n'avait pas encore située, se trouvait dans la chaîne centrale des monts Zagros. Cependant, en 1973 Anshan fut identifiée comme étant Tall-i Malyan. Elle se situe à 600 km au sud-est d'Uruk, est donc très éloignée des routes du nord ou des voies fluviales partant d'Uruk, et pose l'improbabilité logistique de déplacer une armée sumérienne du XXVIIe siècle av. J.-C. à travers 550 km de territoire élamite pour faire la guerre à Aratta. Néanmoins, certaines spéculations se portent aussi sur l'est de l'Iran, moins aride à l'époque qu'aujourd'hui. Le Dr Youssef Majidzadeh pense que la civilisation de Jiroft pourrait être Aratta.
Des auteurs dans d'autres disciplines ont continué à émettre des hypothèses quant à la situation d'Aratta. Une parenté possible a été suggérée avec le nom sanscrit Āratta ou Arātta, mentionné dans le Mahabharata et d'autres textes. Par ailleurs, le nom est mis en relation avec le toponyme Ararat ou Urartu. D'autres auteurs tiennent ce récit pour purement mythique : en 1973, les archéologues faisaient remarquer qu'il n'y a aucune preuve archéologique de l'existence d'Aratta en dehors des récits mythiques, et en 1978 Hansman met en garde contre l'excès de spéculations.